# 蒲生羅漢
蒲生 羅漢（がもう らかん、天明4年（1784年） - 慶応2年（1866年））は、江戸時代後期の南画家。
本姓は藤田、後に蒲生に改姓。名は豹、号は羅漢山人・在家菩薩。陸奥白河の人。

## 略歴
羅漢の前半生については伝わっていない。白河藩主松平定信に知遇を得て、谷文晁に師事し画技を磨く。享和3年（1803年）、定信の命を受けて谷文晁を初め、岡本茲奘・星野文良・谷文一とともに「石山寺縁起絵巻」の模本製作および欠落した巻の補作を行った。道釈人物図・墨梅図が多く遺されているが、真景図・山水図なども描いている。豪放磊落な性格が伝わってくるような大胆な筆致が特徴。白河藩が桑名に移封になっても白河に残り作画を続けた。弟子に佐竹永邨がいる。
酒好きで小原庄助のモデルともいわれる会津塗師久五郎と連日連夜飲み明かし、ついには久五郎が羅漢の居宅で客死し、そのまま皇徳寺に葬られたが、3年後に羅漢も没し久五郎の墓に並んで埋葬された。

## 作品
- 「鉄拐仙人図」
- 「芦葉達磨図」個人蔵 白河市歴史民俗資料館寄託
- 「墨梅図」
- 「富士越龍図」
- 「不動明王図」
- 「釈迦十六善神図」
- 「鹿島宮真景図」
- 「異国船図」文政7年